# Радзанек
Радзанек (пол. Radzanek, нім. Resehl) — село в Польщі, у гміні Машево Голеньовського повіту Західнопоморського воєводства.
Населення — 332 особи (2011).
У 1975-1998 роках село належало до Щецинського воєводства.

## Демографія
Демографічна структура станом на 31 березня 2011 року:
|          | Загалом | Допрацездатний вік | Працездатний вік | Постпрацездатний вік |
| -------- | ------- | ------------------ | ---------------- | -------------------- |
| Чоловіки | 186     | 51                 | 121              | 14                   |
| Жінки    | 146     | 32                 | 89               | 25                   |
| Разом    | 332     | 83                 | 210              | 39                   |